# Folyás
Folyás ist eine ungarische Gemeinde im Kreis Hajdúnánás im Komitat Hajdú-Bihar.

## Geografie
Die Gemeinde liegt am Nyugati-főcsatorna (Westlicher Hauptkanal). Sie befindet sich 48 Kilometer nordwestlich des Komitatssitzes Debrecen, 22 Kilometer westlich der Kreisstadt Hajdúnánás und sieben Kilometer südlich der Stadt Polgár. Folyás grenzt an das Komitat Borsod-Abaúj-Zemplén und an folgende Gemeinden:

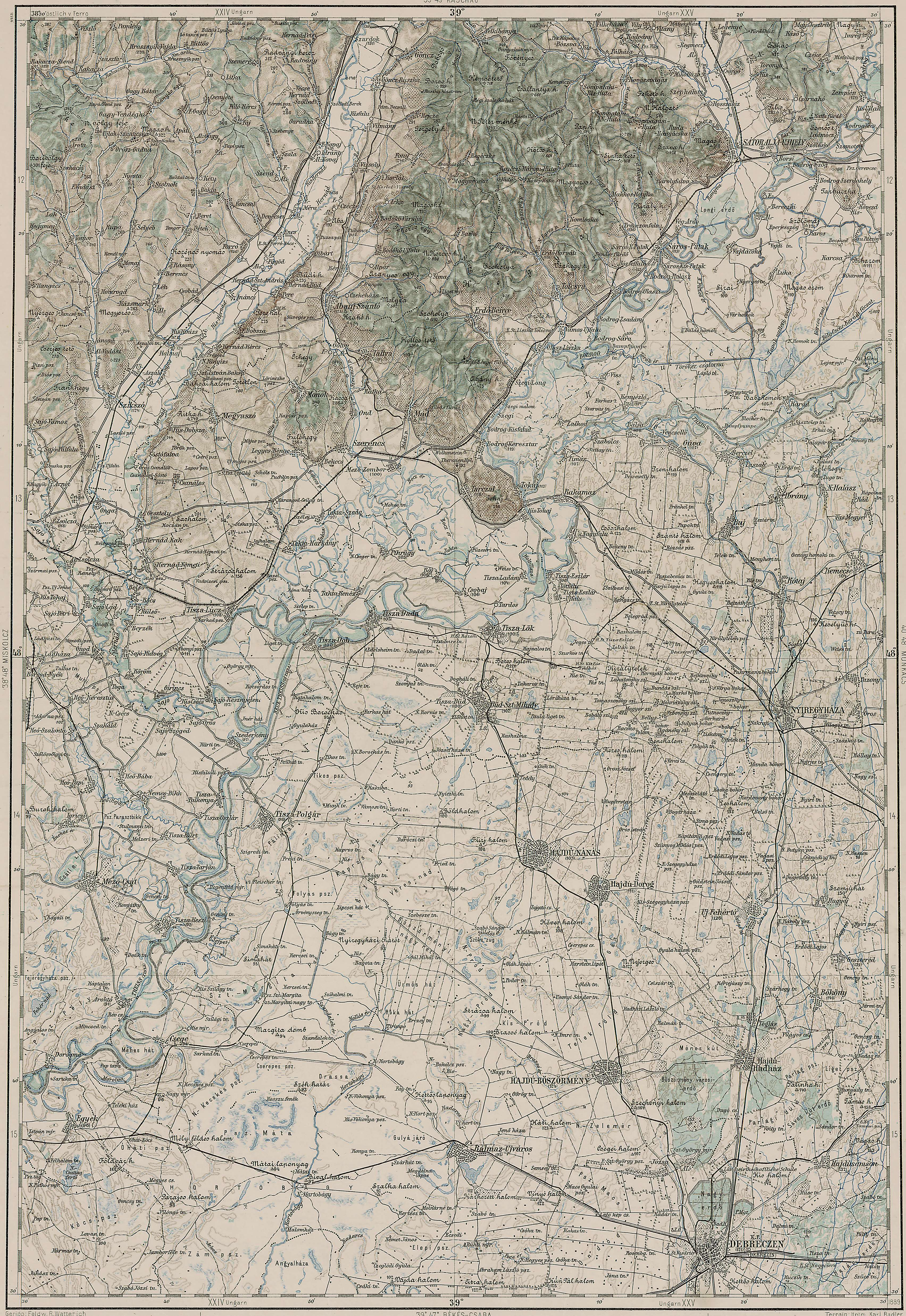
Folyás (N 47° 48'; O 38° 48') um 1892 (Aufnahmeblatt der Franzisco-Josephinischen Landesaufnahme)

| Tiszatarján (BZ) | Polgár                                      |           |
|                  | Kompassrose, die auf Nachbargemeinden zeigt | Görbeháza |
| Tiszakeszi (BZ)  | Újszentmargita                              |           |

## Infrastruktur
Durch das Gemeindegebiet führt die Autobahn M3. Folyás liegt an der Bahnstrecke Ohat-Pusztakócs–Nyíregyháza, der Personenverkehr für diesen Abschnitt wurde jedoch 2009 eingestellt.
Vor Ort gibt es eine Post, Bücherei, Kindergarten, zwei Lebensmittelgeschäfte sowie zwei Gasthäuser. Im Zentrum des Ortes liegt die römisch-katholische Kirche Szent László király templom.
Die Umgebung ist stark geprägt durch verschiedene Gewässer, wie den See Tinó-lapasi-halastó, den Kanal Nyugati Főcsatorna und den Selypes ér (Selypes Bach). Bedingt durch die reichen Fischbestände der Gewässer, begann man in den 1950er Jahren mit der Fischzucht, die Möglichkeiten der Existenzsicherung für die dort lebenden Familien bildet.